# SwissID
SwissID, anciennement SuisseID (2010-17), est un standard électronique Suisse d'identité sécurisée lancé en 2010 permettant à la fois une signature numérique valable juridiquement et une authentification sécurisée. Ce standard est soutenu par la Confédération et la Poste suisse. En 2016, SuisseID suscite la défiance des internautes et est peu utilisé. Il est en concurrence avec deux autres services d’identification numériques SwissID et SwissPass. En 2017, neuf entreprises  dont les CFF, Swisscom et des banques et des assurances souhaitent utiliser leur expérience dans SwissID pour proposer leur service dans l'identification électronique e-Id ou passeport numérique suisse.  

## Liens
- swissid.ch/fr